# أبو خميس (الجبيل)
صوان ديرة منطقة أثرية تاريخية تقع بالقرب من محافظة الجبيل شرق المملكة العربية السعودية.

## الوصف
يقع الموقع شمال مدينة الجبيل٬ ويطل على شاطئ شبه جزيرة رأس الزور في الخليج العربي٬ وتبلغ أبعاد الموقع نحو 350 - 850 متر٬ وارتفاعه نحو 10 أمتار٬ وتغطي سطح الموقع مئات القطع الفخارية الملونة والعادية٬ ومئات رؤوس السهام والشظايا والمثاقب القزمية٬ وكذلك كسر (جبسية) عليها طبعات نباتية. أظهرت المجسات التي تم حفرها في الموقع وجود ثماني طبقات أثرية٬ يصل عمقها إلى نحو أربعة أمتار٬ وقد احتوت كل طبقات الموقع على كسر فخارية تؤرخ لفترة العبيد.

## البيئة الغذائية
وتشير دراسة البقايا العظمية في الموقع إلى اعتماد الجماعات البشرية بشكل كبير على الموارد الغذائية البحرية٬ حيث بلغت نسبة السمك نحو 85% من الوزن الكلي للبقايا العظمية بالموقع، أي بشكل أكبر مما هو موجود في موقع الدوسرية. وفيما يتعلق بالموارد الغذائية للحيوانات البرية٬ فإن الغزال يعد أكثر الحيوانات التي يتم صيدها عددًا٬ ويليه الأغنام والماعز والأرانب٬ وكذلك الحال بالنسبة إلى عظام الطيور٬ أما بالنسبة إلى الموارد الغذائية البحرية فتمثلت بوجود أحجام مختلفة من الأسماك والقواقع والسلاحف والأسماك الصدفية٬ وقد غابت عن الموقع بقايا عظمية للحيوانات البرية الكبيرة٬ مثل: الأبقار.

## مقارنته بموقع الدوسرية
تعكس الفروقات في نوع الموارد الغذائية بين موقعي الدوسرية وأبو خميس تغيرات بيئية عقب هجر موقع الدوسرية من قبل الجماعات البشرية٬ كما أن قيمة الموارد لا تقتصر على كونها غذاءً فقط٬ بل تتعداه إلى الاستفادة من موادها الخام٬ مثل: الأصداف التي تمثل مواد مناسبة للتبادل التجاري بين منطقة الخليج العربي وجنوب بلاد الرافدين٬ ويحتمل وجود عمل منظم لجمع اللؤلؤ والاتجار به في موقع أبو خميس٬ حيث وجد عدد من الأدوات الحجرية٬ مثل: المثاقب والحفارات التي استخدمت لهذا الغرض٬ وكذلك عدد من اللآلئ في القواقع الموجودة في طبقات الموقع.
تشير كثافة الفخار المحلي مقارنة بمحدودية الفخار المزخرف بالألوان في الموقع٬ إلى ارتباطه بتغطية الاحتياجات العملية للجماعات البشرية٬ أما بالنسبة إلى المظاهر المعمارية في الموقع٬ فإنها أقل من تلك الموجودة في موقع الدوسرية٬ كما أن المواقع المحيطة بموقع (أبو خميس) تشابهت في نوعية معثوراتها وخصائصها الحضارية معه٬ فبعضها يقع على تلال قريبة من البحر٬ وبعضها الآخر يقع بالقرب من مصادر حجر الصوان الخام.